# Torymus ochreatus
Torymus ochreatus is een vliesvleugelig insect uit de familie Torymidae. De wetenschappelijke naam is voor het eerst geldig gepubliceerd in 1836 door Say.